# قصر صبحا
قصر صبحا يقع في الهدار بمنطقة الأفلاج، والهدار أبعد قرى الأفلاج حيث تبعد حوالي 110 كم عن مدينة ليلى في اتجاه الجنوب الغربي، ويبعد حوالي 75 كم من البديع الذي يقع فيه قصر سلمى الذي بناه الأمير حماد الجميلي. وهو مسقط رأس حكام الكويت آل صباح وحكام البحرين آل خليفة ، الذي هاجروا عنه بسبب الحروب والنزاعات وقد تكون خلافات مع بني عمومتهم. وسميت هجرتهم بهجرة العتوب وهم آل صباح وآل خليفة والجلاهمة. 

## وصف القصر
قصر صبحا يحيط به جدار طويل يزيد ارتفاعه عن 15 متراً وعرضه ربما يصل للمتر والباب الأصل لهذا القصر يقع في الزواية الغربية الجنوبية، والقصر يحتاج إلى ترميم واهتمام.

## نشأة القصر

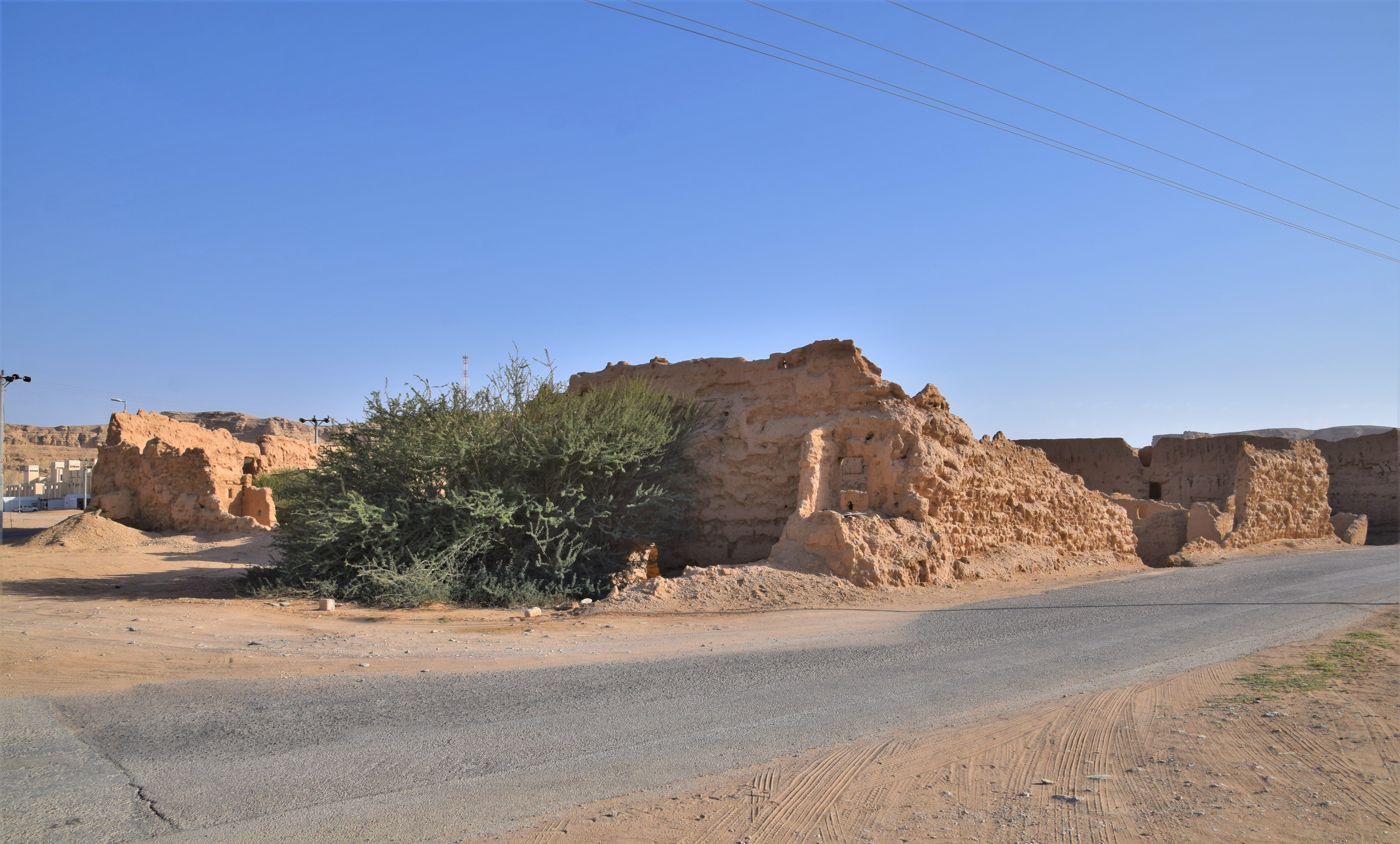
صورة للقصر التقطت في 23 يناير 2020يعتبر

قصر صبحا من آثار قبيلة الجميل الهلالية ( اجميلة الهلالية ) قبل حوالي 400 سنة، أي في القرن العاشر تقريبا وسكن فيه آل صباح وآل خليفة والجلاهمة وأبناء عمومتهم واشتهر من هذه القبيلة أعلام ورموز سطر التاريخ مجريات حياتهم مثل الأمير فيصل الجميلي والأمير حماد الجميلي الذي بنى قصر سلمى في البديع .

## سبب الهجرة عن هذا القصر
بسبب حروب الشريف وكثرة النزاعات تفرقت قبيلة الجميلات الهلالية إلى جهة الخليج العربي حيث استقر بعضهم وحكموا على سواحل الخليج، وانتقل الأمير فيصل الجميلي إلى العراق وله قصائد تدل على ذلك ومنهم من انتقل إلى العارض ثم إلى الشمال وكونوا هجرا واستقروا هناك، والقليل منهم بقي في الأفلاج واندمجوا مع القبائل .

## وصلات خارجية
- مسلّم الهواملة (14 مايو 2017). "بالصور .. تعرّف إلى قصر "صبحا" بالهدار .. هنا مسكن حكام الخليج". صحيفة سبق السعودية. مؤرشف من الأصل في 2019-07-23.